# Zest

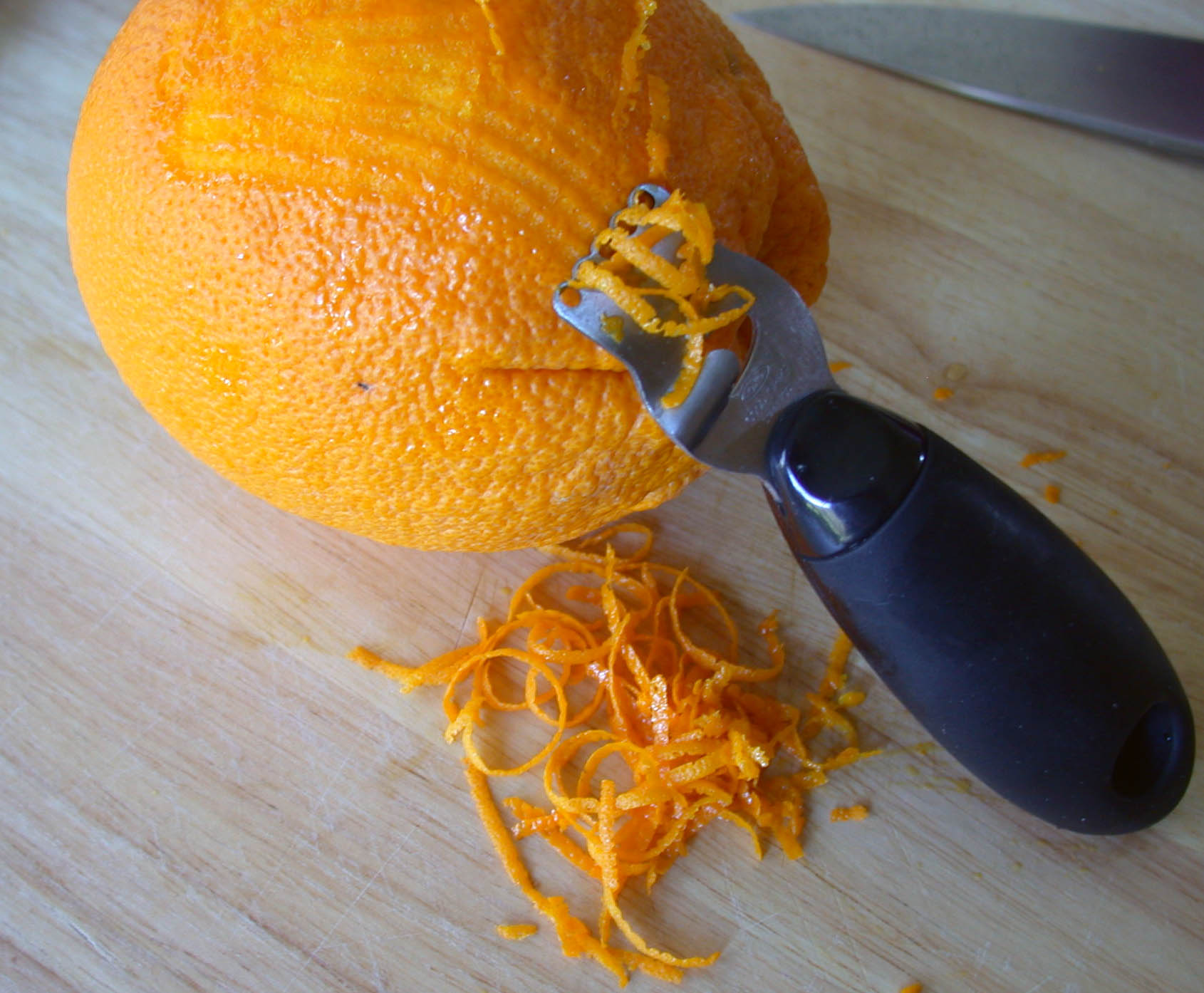
Zest från apelsin.

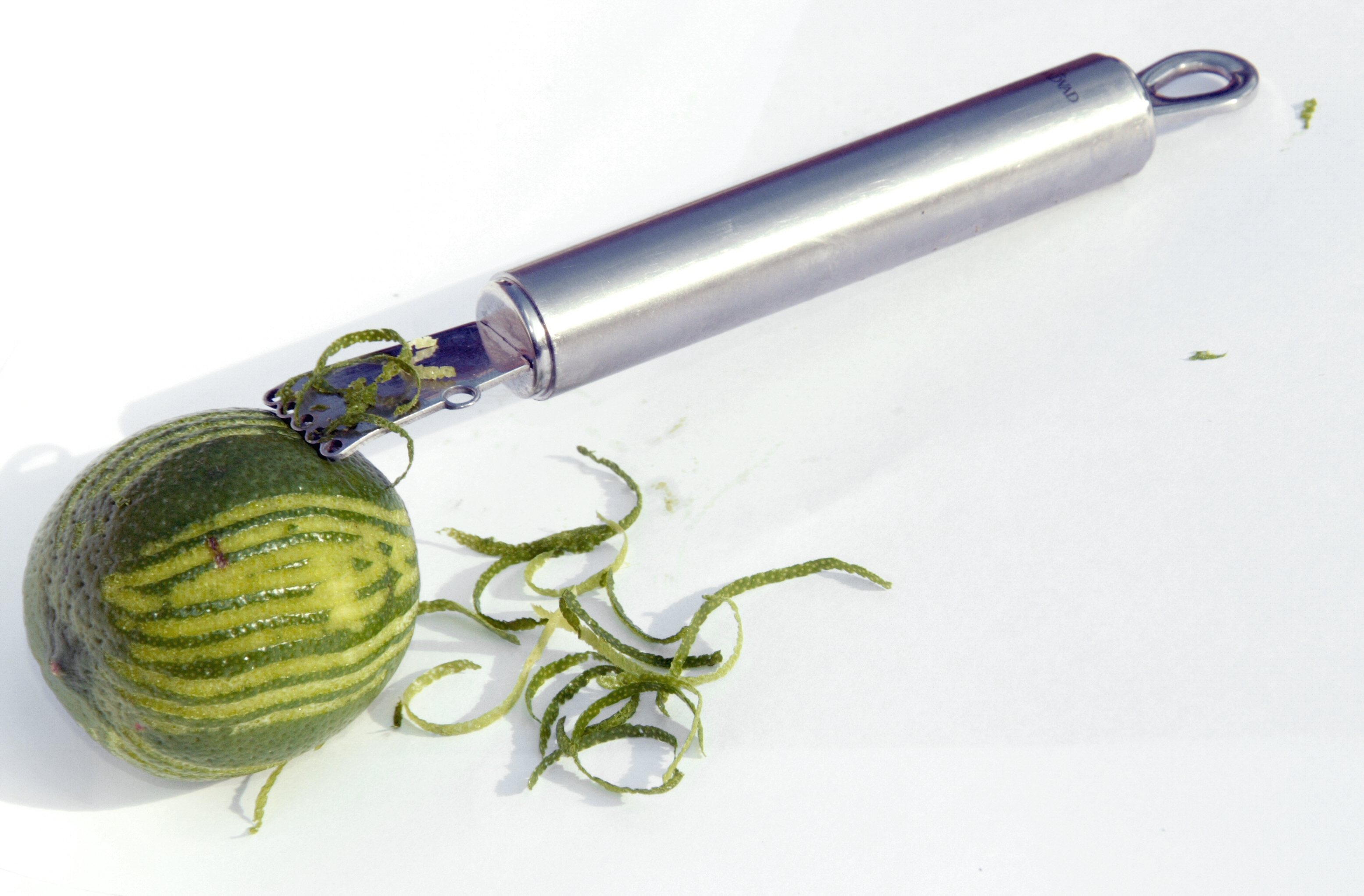
Zest från lime.

Zest är strimlor av den yttersta, färgade delen av skalet från citrusfrukter. Zest används som smaksättare och dekoration i mat och efterrätter, till exempel citronpaj, maräng, sorbet och sallader. Strimlat citronskal används också i drinkar.
Endast den yttersta delen av skalet används som zest. Skalet kan rivas med ett rivjärn, eller ett särskilt ciseleringsjärn eller zestjärn. Det kan också skäras eller skrapas av med en kniv. När skalet används som dekoration skärs den vanligen ut som längre, spiralformade strimlor.
Ordet zest kommer från franskans zeste som ursprungligen kommer från grekiskans σχίζω (skhízō, att dela). På svenska används även termen strimlat skal, som i apelsinskal, citronskal, o.s.v.